# Oggelshausen
Oggelshausen är en kommun i Landkreis Biberach i det tyska förbundslandet Baden-Württemberg. Folkmängden uppgår till cirka 1 000 invånare, på en yta av 13,12 kvadratkilometer.
Kommunen ingår i kommunalförbundet Bad Buchau tillsammans med staden Bad Buchau och kommunerna Alleshausen, Allmannsweiler, Betzenweiler, Dürnau, Kanzach, Moosburg, Seekirch och Tiefenbach.

## Befolkningsutveckling
| Befolkningsutvecklingen i Oggelshausen 1975–2015 | Befolkningsutvecklingen i Oggelshausen 1975–2015 | Befolkningsutvecklingen i Oggelshausen 1975–2015 | Befolkningsutvecklingen i Oggelshausen 1975–2015 | Befolkningsutvecklingen i Oggelshausen 1975–2015 |
| ------------------------------------------------ | ------------------------------------------------ | ------------------------------------------------ | ------------------------------------------------ | ------------------------------------------------ |
|                                                  |                                                  |                                                  |                                                  |                                                  |
| År                                               |                                                  |                                                  | Folkmängd                                        | Areal (ha)                                       |
| 1975                                             | 1975                                             |                                                  | 814                                              | 1 312                                            |
| 1980                                             | 1980                                             |                                                  | 811                                              | 1 311                                            |
| 1985                                             | 1985                                             |                                                  | 802                                              |                                                  |
| 1990                                             | 1990                                             |                                                  | 829                                              |                                                  |
| 1995                                             | 1995                                             |                                                  | 886                                              | 1 312                                            |
| 2000                                             | 2000                                             |                                                  | 937                                              |                                                  |
| 2005                                             | 2005                                             |                                                  | 953                                              |                                                  |
| 2010                                             | 2010                                             |                                                  | 895                                              |                                                  |
| 2015                                             | 2015                                             |                                                  | 921                                              |                                                  |
|                                                  |                                                  |                                                  |                                                  |                                                  |